# 芦別森林鉄道
芦別森林鉄道（あしべつしんりんてつどう）は、帝室林野局札幌支局上芦別出張所が北海道芦別市内の国有林に敷設、運営した森林鉄道。第二次世界大戦後は、林野庁北海道森林管理局上芦別営林署に移管された。

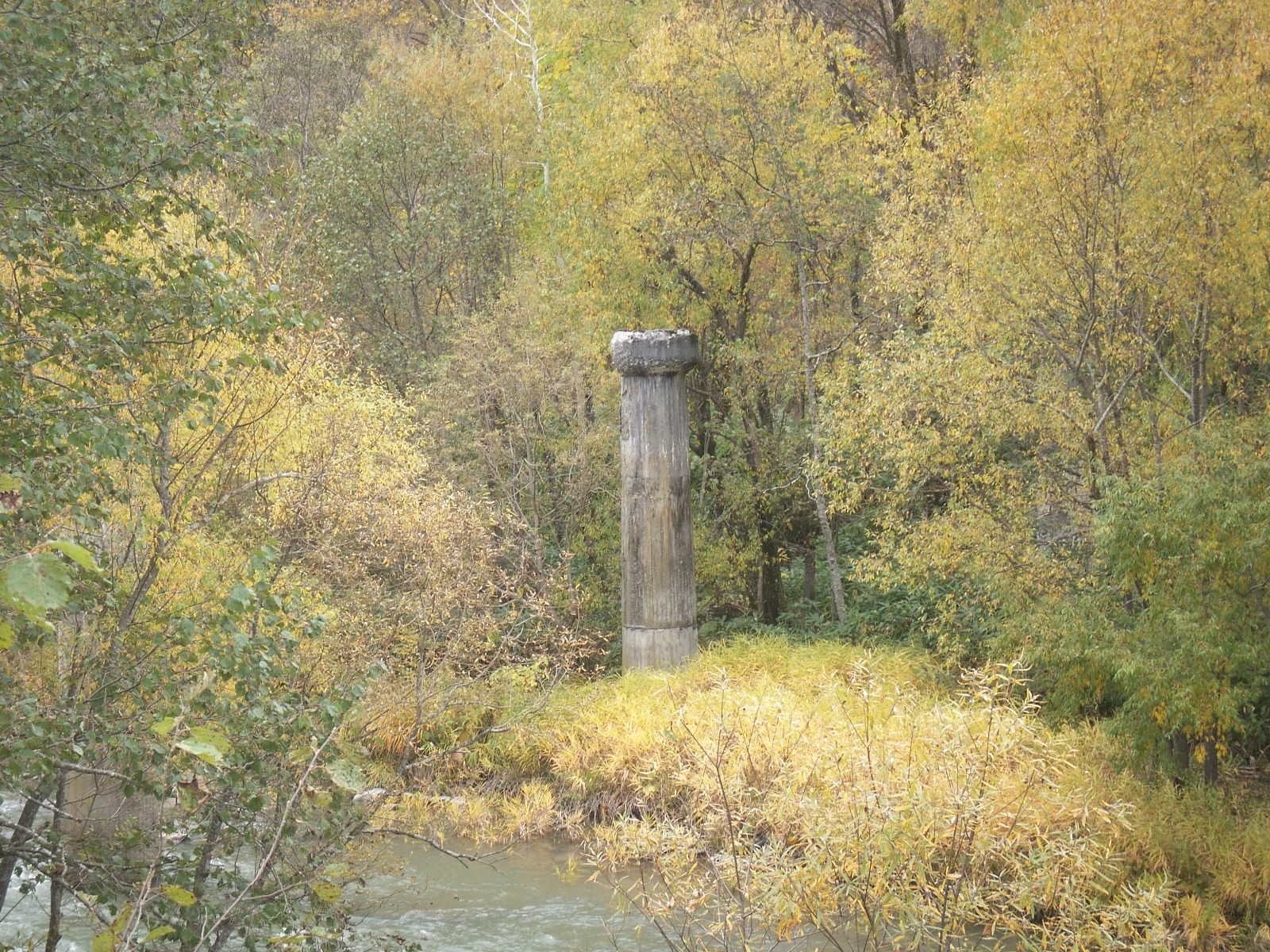
国道452号線から見える芦別川に残る橋脚

## 概要
芦別市東南部の国有林を管轄する上芦別営林署（現在は空知森林管理署）管内の、芦別岳北西山麓の広大な山林からの伐木輸送のため、芦別森林鉄道が敷設された。木材輸送だけでなく、青木沢の炭鉱からの石炭輸送にも使用されたことがある。また芦別ダム建設時の資材輸送は、三笠市側から索道によって行われたが、大型の建設機械などは、同森林鉄道を利用して輸送された。1961年に廃止。

## 路線データ
- 軌間：762mm
- 動力：蒸気・内燃
- 芦別森林鉄道　31.2km
- 芦別本谷支線　10.0km
- 八月沢支線　8.3km
- 咲別支線　8.0km（4.1km地点よりさらに小滝の沢線を分岐）
- 幌子支線　10.0km
- 惣顔真布支線　4.2km

## 歴史
- 1932年（昭和7年）：国鉄上芦別駅構内から六線沢まで旧・三菱鉱業上芦別炭鉱専用線約5kmを利用する森林鉄道が開設。
- 1934年（昭和9年）
  - 　：上芦別駅に隣接の上芦別貯木場設置[1]。
  - 　：芦別森林鉄道　上芦別貯木場〜奥芦別事業区・二股　31.2km竣功。
- 1937年（昭和12年）：幌子支線敷設（同年着工）。
- 1939年（昭和14年）：咲別支線敷設（1938年着工）。
- 1942年（昭和17年）：芦別本谷支線着工。
- 1950年（昭和25年）：八月沢支線敷設（1944年着工）。
- 1953年（昭和26年）：中継基地として頼城貯木場設置[2]。
- 1954年（昭和29年）：総延長72kmに達する。
- 1957年（昭和32年）：惣顔真布支線着工。
- 1961年（昭和36年）6月：芦別森林鉄道撤去、自動車道転換完了（頼城〜青木沢間3.6kmは石炭輸送のため1962年まで存続）。